# Волошка Чихачова
Волошка Чихачова (лат. Centaurea tchihatcheffii, тур. Sevgi Çiçeği; Yanardöner) — рослина роду волошка, родини айстрові, або складноцвіті. Ендемік, що росте на території Туреччини і знаходиться під загрозою зникнення.

## Поширення
Росте в дикій природі тільки у мулі Анкари, в районі Гельбаши, переважно в околицях озера Моґан. Згідно оцінкам Міжнародного союзу охорони природи (IUCN), рослина знаходиться під загрозою зникнення виду (CR). Популяція рослини скорочується в результаті застосування хімічних речовин і гербіцидів у сільському господарстві, створення рекреаційних зон та насадження лісів.
За деякими даними, волошка Чихачова зростає в одному із заповідників Вірменії.

## Опис
Однорічна рослина, росте на висоті 900-1000 метрів, у степу та на сільськогосподарських полях.
Стебло прямостояче, галузиться знизу. Листки рифлені, запушені.
Рослина має яскраві квітки, відтінок яких відрізняється від червоного і пурпурного, до рожево-червоного та блідо-рожевого кольорів. Квітки переливаються на сонці і вітрі, через що серед місцевих жителів квітка отримала назву Yanardöner, тобто переливчастий, з відливом.
Цвітіння починається в кінці весни і триває до початку літа (найактивніший період травень-червень).
Викликає таксономічний інтерес, оскільки має незвичайні і унікальні особливості, які не зустрічаються в інших представників роду Centaurea. Наприклад, Centaurea tchihatcheffii має воронкоподібні квітки з світло відбиваючими гофрованими пелюстками, що мають рівні різьблені кінці. Примітно також, що волошка вдало зростає на посушливій і неродючій землі, виростаючи до 40–50 см.

## Відкриття і визнання
Вперше квітка була описана 1848 року російським вченим Петром Олександровичем Чихачовим, в ході наукової експедиції Малою Азією. Оригінал праці був зданий до Ботанічного Товариства Франції (Sociéte botanique de France, SBF). У науковому світі як новий вид був визнаний лише за 6 років опісля, 1854 року, російськими ботаніками-систематиками Ф. Б. Фішером і К. А. Меєром, і отримав назву Centaurea tchihtcheffii.
Швейцарський ботанік Буасьє, у своїй роботі Flora orientalis, докладно описав цю рослину, однак під назвою Melanoloma tchihatcheffii.
Ботаніки Герхард Вагеніц і Вернер Гройтер описали цю рослину також під іншою назвою — Cyanus tchihatcheffii.
Вперше рослину було знайдено в районі Афьон-Карахісара, біля села Мехметкей, проте до справжнього моменту більше там не зустрічалася. Лише 1995 року, в районі Гельбаши, при проведенні дослідних робіт одним з університетів Анкари випадково була повторно відкрита, після чого взято під охорону.
В даний час рослина знаходиться під охороною держави, вживаються проекти захисту і відродження популяції, а також штучно вирощується добровольцями в цілях запобігання вимирання популяції.
У жовтні 2002 року монетним двором Туреччини були випущені монети із зображенням рідкісних квітів, серед яких була і волошка Чихачова.